# Im Scheinwerferlicht (1935)
Im Scheinwerferlicht (Originaltitel: Bright Lights) ist eine US-amerikanische Filmkomödie von Busby Berkeley aus dem Jahr 1935.

## Handlung
Joe Wilson ist der Chef einer Komikertruppe, die mit einer Show durch die amerikanische Provinz tingelt. Joe ist verliebt in seine hübsche Frau und Partnerin Fay, der Star der Truppe. Eines Tages erhält er die Chance, am Broadway groß herauszukommen, allerdings unter der Bedingung, dass er die extravagante Millionenerbin Claire Whitmore als Partnerin engagiert. Als er sich in Claire verliebt, ist die Harmonie in der Truppe dahin, seine Ehe droht zu scheitern und das Unternehmen läuft Gefahr, auf eine Katastrophe hin zu steuern.

## Produktion und Veröffentlichung
Produziert wurde der Film von Michael Curtiz. Gedreht wurde vom 6. Mai 1935 bis 2. Juni 1935 in den Warner Brothers Burbank Studios in Burbank, Kalifornien.
Das Drehbuch beruht auf einem Scipt von Lois Leeson (auch bekannt als Lois Zellner, 1883–1937), eine der produktivsten Drehbuchautorinnen aus Hollywoods Stummfilmzeit. Am Drehbuch selbst beteiligt waren die Autoren Bert Kalmar, Harry Ruby und Ben Markson (1892–1971). Die Filmmusik komponierte Heinz Roemheld. Die Kostüme schuf der mehrfach mit einem Oscar ausgezeichnete Orry-Kelly.
Premiere in den USA war am 31. August 1935.